# ガブリエル・ゴンザーガ
ガブリエル・"ナパオン"・ゴンザーガ（Gabriel "Napão" Gonzaga、1979年5月18日 - ）は、ブラジルの男性総合格闘家。リオデジャネイロ州出身。チーム・リンク所属。
ニックネームは「ナパオン」。ポルトガル語で「大きな鼻」の意であり、何が起きるのか嗅ぎ分けることができる第六感を持っているという意味を持つ。

## 来歴
父は獣医、母は弁護士という裕福な家庭に生まれ育つ。
14歳からワンダー・ブラガの下でブラジリアン柔術を始め、15歳でブラジル選手権でタイトルを獲得。以来、ムンジアル、コパドムンドなど名だたるブラジリアン柔術の大会で活躍。
2003年9月13日、ブラジルで行われたJungle Fight 1でファブリシオ・ヴェウドゥムと対戦し、3RでTKO負け。
2005年5月、アブダビコンバット99kg以上級に出場。2回戦でリコ・ロドリゲス、準決勝でマーシオ・"ペジパーノ"・クルーズに勝利するも、決勝でジェフ・モンソンに敗退し、準優勝。

### UFC
2005年11月19日、UFC初参戦となったUFC 56でケビン・ジョーダンと対戦し、右スーパーマンパンチでKO勝ちを収めた。
2007年4月21日、UFC 70でミルコ・クロコップと対戦。スタンドでもグラウンドでもほとんど何もさせず、最後は右ハイキックで失神KO勝ち。ノックアウト・オブ・ザ・ナイトを受賞した。
2007年8月25日、UFC 74のUFC世界ヘビー級タイトルマッチで王者ランディ・クートゥアと対戦。ハイキックでクートゥアの腕を骨折させるも、3RにマウントパンチによるTKO負けを喫し王座獲得に失敗した。ファイト・オブ・ザ・ナイトを受賞した。
2008年1月19日、UFC 80でファブリシオ・ヴェウドゥムと再戦し、パウンドで2RTKO負け。その後はジャスティン・マッコーリー、ジョシュ・ヘンドリックスに連勝した。
2009年3月7日、UFC 96で初参戦のシェイン・カーウィンと対戦し、パウンドでKO負けを喫した。
2010年3月21日、UFC on Versus: Vera vs. Jonesでジュニオール・ドス・サントスと対戦し、パウンドでTKO負けを喫した。
2010年10月23日、UFC 121でブレンダン・ショーブと対戦し、0-3の判定負け。2連敗となりUFCからリリースされた。

### UFC復帰
2012年1月14日、UFC 142で負傷欠場したロブ・ブロートンの代役としてエドゥナルド・オリヴェイラと対戦し、1Rにリアネイキドチョークで一本勝ち。
2013年4月13日、The Ultimate Fighter 17 Finaleでトラヴィス・ブラウンと対戦。ブラウンに組み付いて金網に押し込んだ所に肘打ちの連打を受けてKO負けとなった。しかし、リプレイ映像を見るとブラウンの放った肘打ちが数発ゴンザガの後頭部に入っているように見えたため、選手やファンの間でブラウンの反則ではないかという議論が巻き起こった。ゴンザガ陣営はFacebookで、「私は、あの肘打ちが完全に反則だったと思っています。負けたことではなく反則が受け入れられない。」と語り、ネバダ州アスレチック・コミッションに提訴したが却下され裁定は覆らなかった。
2013年7月6日、UFC 162ではデイブ・ハーマンと対戦。ハーマンのローキックに対するカウンターとして放った右フックでダウンを奪い、パウンドでKO勝ちを収めた。
2014年1月25日、UFC on FOX 10でヘビー級ランキング8位のスティーペ・ミオシッチと対戦。終始スタンドの打撃で劣勢となり、判定負け。
2014年12月13日、 UFC on FOX 13でヘビー級ランキング14位のマット・ミトリオンと対戦し、TKO負け。
2015年4月11日、UFC Fight Night: Gonzaga vs. Cro Cop 2でミルコ・クロコップと再戦し、パウンドでTKO負け。ファイト・オブ・ザ・ナイトを受賞した。

### Bare Knuckle Fighting Championship
2019年10月9日に開催されたボクシングを素手で行うBKFC 8: Silva vs. Gonzagaで同じく元UFCランカーであったアントニオ・シウバと対戦。2RにKO勝ちを収めた。

## 戦績
| 総合格闘技 戦績 | 総合格闘技 戦績 | 総合格闘技 戦績 | 総合格闘技 戦績 | 総合格闘技 戦績 | 総合格闘技 戦績 | 総合格闘技 戦績 |
| --------------- | --------------- | --------------- | --------------- | --------------- | --------------- | --------------- |
| 29 試合         | (T)KO           | 一本            | 判定            | その他          | 引き分け        | 無効試合        |
| 17 勝           | 7               | 9               | 1               | 0               | 0               | 0               |
| 12 敗           | 10              | 0               | 2               | 0               | 0               | 0               |

| 勝敗 | 対戦相手                         | 試合結果                            | 大会名                                                                      | 開催年月日     |
| ×    | エメリヤーエンコ・アレキサンダー | 2R 4:48 KO（膝蹴り）                | RCC: Russian Cagefighting Championship 2                                    | 2018年5月5日   |
| ×    | デリック・ルイス                 | 1R 4:48 KO（スタンドパンチ連打）    | UFC Fight Night: Rothwell vs. dos Santos                                    | 2016年4月10日  |
| ○    | コンスタンティン・エローヒン     | 5分3R終了 判定3-0                   | The Ultimate Fighter 22 Finale                                              | 2015年12月11日 |
| ×    | ミルコ・クロコップ               | 3R 3:30 TKO（パウンド）             | UFC Fight Night: Gonzaga vs. Cro Cop 2                                      | 2015年4月11日  |
| ×    | マット・ミトリオン               | 1R 1:59 TKO（パウンド）             | UFC on FOX 13: dos Santos vs. Miocic                                        | 2014年12月13日 |
| ×    | スタイプ・ミオシッチ             | 5分3R終了 判定0-3                   | UFC on FOX 10: Henderson vs. Thomson                                        | 2014年1月25日  |
| ○    | ショーン・ジョーダン             | 1R 1:33 KO（右ストレート→パウンド） | UFC 166: Velasquez vs. dos Santos 3                                         | 2013年10月19日 |
| ○    | デイブ・ハーマン                 | 1R 0:17 KO（右フック→パウンド）     | UFC 162: Silva vs. Weidman                                                  | 2013年7月6日   |
| ×    | トラヴィス・ブラウン             | 1R 1:11 KO（肘打ち）                | The Ultimate Fighter 17 Finale                                              | 2013年4月13日  |
| ○    | ベン・ロズウェル                 | 2R 1:01 ギロチンチョーク            | UFC on FX 7: Belfort vs. Bisping                                            | 2013年1月19日  |
| ○    | エドゥナルド・オリヴェイラ       | 1R 3:22 リアネイキドチョーク        | UFC 142: Aldo vs. Mendes                                                    | 2012年1月14日  |
| ○    | パーカー・ポーター               | 3R 1:50 肩固め                      | Reality Fighting: Gonzaga vs. Porter 【Reality Fightingヘビー級王座決定戦】 | 2011年10月8日  |
| ×    | ブレンダン・ショーブ             | 5分3R終了 判定0-3                   | UFC 121: Lesnar vs. Velasquez                                               | 2010年10月23日 |
| ×    | ジュニオール・ドス・サントス     | 1R 3:53 TKO（左フック→パウンド）    | UFC on Versus: Vera vs. Jones                                               | 2010年3月21日  |
| ○    | クリス・タッチシェラー           | 1R 2:27 TKO（パウンド）             | UFC 102: Couture vs. Nogueira                                               | 2009年8月29日  |
| ×    | シェイン・カーウィン             | 1R 1:09 KO（右ストレート→パウンド） | UFC 96: Jackson vs. Jardine                                                 | 2009年3月7日   |
| ○    | ジョシュ・ヘンドリックス         | 1R 1:01 KO（右ストレート→パウンド） | UFC 91: Couture vs. Lesnar                                                  | 2008年11月15日 |
| ○    | ジャスティン・マッコーリー       | 1R 1:57 V1アームロック              | UFC 86: Jackson vs. Griffin                                                 | 2008年7月5日   |
| ×    | ファブリシオ・ヴェウドゥム       | 2R 4:33 TKO（パウンド）             | UFC 80: Rapid Fire                                                          | 2008年1月19日  |
| ×    | ランディ・クートゥア             | 3R 1:37 TKO（マウントパンチ）       | UFC 74: Respect 【UFC世界ヘビー級タイトルマッチ】                           | 2007年8月25日  |
| ○    | ミルコ・クロコップ               | 1R 4:51 KO（右ハイキック）          | UFC 70: Nations Collide                                                     | 2007年4月21日  |
| ○    | カーメロ・マレロ                 | 1R 3:22 腕ひしぎ十字固め            | UFC 66: Liddell vs. Ortiz 2                                                 | 2006年12月30日 |
| ○    | ファビアーノ・シェルナー         | 2R 0:24 TKO（パウンド）             | UFC 60: Hughes vs. Gracie                                                   | 2006年5月27日  |
| ○    | ケビン・ジョーダン               | 3R 4:39 KO（右スーパーマンパンチ）  | UFC 56: Full Force                                                          | 2005年11月19日 |
| ○    | ヴァルテル・ファリアス           | 2R ネッククランク                   | Shooto Brazil: Never Shake                                                  | 2004年10月23日 |
| ○    | チャーリー・ブラウン             | 3R ギブアップ（疲労）               | Jungle Fight 2                                                              | 2004年5月15日  |
| ×    | ファブリシオ・ヴェウドゥム       | 3R 2:11 TKO（パンチ連打）           | Jungle Fight 1                                                              | 2003年9月13日  |
| ○    | ブランドン・リー・ヒンクル       | 1R 3:54 三角絞め                    | Meca World Vale Tudo 9                                                      | 2003年8月1日   |
| ○    | シセロ・コスタ                   | 1R ギブアップ（パンチ連打）         | Brazilian Gladiators 2                                                      | 2003年4月2日   |

## 獲得タイトル
- 世界柔術選手権 黒帯スペルペサード級（-97kg） 3位（2000年）
- 世界柔術選手権 黒帯アブソルート級（無差別級） 3位（2002年）
- 柔術ワールドカップ 黒帯スペルペサード級 準優勝、黒帯アブソルート級 準優勝（2003年）
- 柔術ワールドカップ 黒帯ペサディシモ級(+97kg) 準優勝、黒帯アブソルート級 3位（2004年）
- ADCC 2005 99kg以上級 準優勝（2005年）
- 柔術ワールドカップ 黒帯ペサディシモ級 準優勝（2006年）
- 世界柔術選手権 黒帯ペサディシモ級 優勝（2006年）
- Reality Fightingヘビー級王座（2011年）

## 表彰
- ブラジリアン柔術 黒帯四段
- UFC ファイト・オブ・ザ・ナイト（2回）
- UFC ノックアウト・オブ・ザ・ナイト（1回）
- UFC ノックアウト・オブ・ザ・イヤー（2007年）